# Дан дарова
Дан дарова је празник који се слави дан након Божића, што је други дан Божићних празника. Иако је настао као празник даривања сиромашних, данас је Дан дарова првенствено познат као празник куповине. Настао је у Уједињеном Краљевству и слави се у низу земаља које су раније чиниле део Британског царства. Дан дарова је 26. децембра, мада се приложени празник или државни празник могу одржати тог дана или један или два дана касније.
У деловима Европе, попут Каталоније, Чешке, Мађарске, Холандије, Пољске, Румуније, Словачке и Скандинавије, 26. децембар се слави као други Божић.

## Етимологија
Постоје конкурентске теорије за порекло појма, од којих ниједна није коначна.
Европска традиција даривања новца и других поклона онима којима је потребна или на службеним положајима датира још у средњем веку, али тачно порекло није познато. Понекад се верује да се односи на Кутију милостиње смештену у припрати хришћанских цркава за прикупљање донација сиромашнима. Традиција може потећи из обичаја у касној римској / ранохришћанској ери да су се кутије за милостињу смештене у црквама користиле за сакупљање посебних поклона везаних за празник Светог Стефана, који у западним хришћанским црквама пада истог дана као и Дан дарова, други дан Божићних празника. На данашњи дан је на неким локалитетима обичај да се кутије за милостињу отварају и деле сиромашнима.
Оксфордски енглески речник даје најранија сведочења из Британије 1830-их, дефинишући их као „први радни дан после Божића, који се обележава као празник на који поштари, дечаци и слуге различитих врста очекују да добију божићну кутију“. Израз „божићна кутија“ датира из 17. века, а између осталог је подразумевао:
Поклон или напојница дата на Божић: у Великој Британији, обично ограничена на напојнице онима који би требало да имају нејасно потраживање од донатора за услуге које су му пружене као једној од шире јавности код које су запослени и плаћају, или као купац свог легалног послодавца; недефинисана теорија гласи да, пошто су они радили за ову особу, за коју им она није директно платила, неко директно признање постаје на Божић.
У Британији је био обичај да трговци сакупљају „божићне кутије“ новца или поклона првог радног дана после Божића као захвалност за добру услугу током целе године. Ово се помиње у дневнику Самуела Пеписа за 19. децембар 1663. године. Овај обичај повезан је са старијом британском традицијом где су слуге богатих сутрадан смеле да посећују породице, јер би на Божић морали да служе својим господарима. Послодавци би сваком слузи дали кутију да је понесу кући, у којој су били поклони, бонуси и понекад остаци хране. До краја 20. века у Великој Британији је и даље постојала традиција да се продавачима поклањају божићни поклон, обично у готовини, иако не на Дан дарова, јер многи тога дана не би радили.
У Јужној Африци, продавци који обично имају мало интеракције са онима којима послужују, навикли су да покуцају на њихова врата тражећи „божићну кутију“, која је мала новчана донација, у недељама пре или после Божића. Ова пракса је постала контроверзна и неке општине су забраниле свом особљу да траже божићне кутије.

## Датум
Дан дарова традиционално се слави 26. децембра, дан после Божића, иако многи људи држе - а постоји и документарна тврдња - да не би падао у недељу и да би у понедељак 27. децембра био Дан дарова. 26. децембра је и Дан Светог Стефана, верски празник.

## Празник по земљама
У Великој Британији је 26. децембар (осим ако је недеља) државни празник од 1871. године Када би 26. децембра пао у недељу, 27. децембар би био празник. Када 26. децембра падне у суботу, државни празник је следећег понедељка. Ако 26. децембра падне у недељу, државни празник је следећи уторак.
У Шкотској је Дан дарова одређен као додатни празник од 1974. године, краљевским прогласом према Закону о банкарском и финансијском пословању из 1971. године.
У Хонг Конгу, упркос преносу суверенитета из Велике Британије у Кини 1997. године, Дан дарова је и даље државни празник. Ако се овај празник падне у недељу, онда се празнује следећег радног дана.
У Ирској, када је цело острво било део Уједињеног Краљевства, Закон о банкарским празницима 1871. установио је празник Светог Стефана као непомични државни празник 26. децембра.  Након поделе 1920. године, Северна Ирска се вратила под британско име Дан дарова.
У Аустралији је Дан дарова државни празник у свим јурисдикцијама, осим у држави Јужна Аустралија, где се државни празник познат као Дан проглашења слави првог радног дана после Божића или празника Божића.
На Новом Зеланду Дан дарова је законом прописани празник. На ове празнике људи који морају да раде примају 1 1/2 пута већу плату, а један дан уместо њих обезбеђује се запосленима који раде.
У Канади је празник савезни законски празник. Државна предузећа, банке и поште / достава су затворени. У неким канадским провинцијама Дан дарова је обавезни празник који се увек слави 26. децембра. У канадским провинцијама у којима је боксерски дан законски прописан празник и пада у суботу или недељу, дани надокнаде дају се у следећој недељи.
Иако се то генерално не примећује у Сједињеним Државама, 5. децембра 1996. гувернер Масачусетса Вилијам Велд прогласио је 26. децембар Даном дарова као одговор на напоре локалне коалиције британских грађана да „пренесу енглеску традицију у Сједињене Државе Државе “, али не као празник запослених.
У Нигерији је ово државни празник за радне људе и студенте. Кад се падне у суботу или недељу, увек је празник у понедељак.
У Тринидаду и Тобагу Дан дарова је државни празник.
У Сингапуру је Дан дарова био државни празник за раднике и студенте; када се падало у суботу или недељу, у понедељак је био празник. Међутим, последњих година ова традиција је престала у Сингапуру.
У Јужној Африци Дан дарова је државни празник.
На британској прекоморској територији Бермуда, костимирани плесачи Гомбеји наступају широм средоатлантског острва на Дан дарпова, традиција за коју се верује да датира из 18. века када је робовима било дозвољено да се окупљају на Божић.

## Куповина
У Великој Британији, Канади, Аустралији, Тринидаду и Тобагу и Новом Зеланду, Дан дарова је првенствено познат као празник куповине. Распродаје тог дана су уобичајене и продавнице често дозвољавају драматично смањење цена. За многе трговце Дан дарова је постао дан у години са највећим приходом. Процењено је да се у Великој Британији 2009. године на продаји појавило до 12 милиона купаца (раст од скоро 20% у односу на 2008. годину, мада је на то утицала и чињеница да ће се ПДВ од 1. јануара вратити на 17,5% , након привременог смањења на 15%).
Многи трговци на мало отварају се врло рано (обично 5 сати ујутро или чак раније) и нуде понуде од врата до врата да људе привуку у своје продавнице. Нису ретки случајеви да се дуги редови формирају рано ујутро 26. децембра, неколико сати пре отварања продавница које одржавају велике продаје, посебно у малопродајним трговцима потрошачке електронике. Многе продавнице имају ограничену количину великих предмета или производа са дубоким попустом. Због гужве раме уз раме, многи одлуче да остану код куће и избегну ужурбано искуство куповине. Локални медији често извештавају о догађају, помињући колико су рано купци почели да се стављају у редове, и приказујући видео како купци чекају у реду и касније одлазе са купљеним стварима. Многи трговци на мало применили су праксе усмерене на управљање великим бројем купаца. Они могу ограничити улазе, ограничити број купаца у продавници одједном, обезбедити карте људима на челу реда како би им гарантовали врућу ставку карте или прегледати купце у реду да их обавесте о ограничењима залиха.

## Спорт
У Великој Британији је традиционално за све фудбалске лиге највишег нивоа у Енглеској, Шкотској и Северној Ирској - Премијер лиги, шкотском Премијершипу и НИФЛ Премијершипу - и нижим, као и рагби лигама. Првобитно су се мечеви на овај дан играли против локалних ривала како би се избегло да тимови и њихови навијачи дан након Божића путују на велику удаљеност до гостујуће утакмице. Пре формирања лига, на Дан дарова се сваке године одржавао низ традиционалних утакмица у рагби савезу, посебно Ланели против Лондон Велша и Лестер против Барбарријанса.
У Италији се први пут играо фудбал овог дана у сезони Серији А 2018/19. Експеримент је био успешан, италијански стадиони су у просеку попунили 69% - више него било који други меч у децембру 2018.